# Masdevallia elephanticeps
Masdevallia elephanticeps es una especie de orquídea epífita originaria de las alturas de la Cordillera Oriental de Colombia.

## Descripción
Es una orquídea de pequeño tamaño, que prefiere el clima fresco a frío, es epífita creciendo con un tallo erguido, robusto y envuelto basalmente de 2 a 3 sueltas vainas tubulares que llevan a una sola hoja apical, erecta, coriácea , oblonga y obtusa que se estrecha por debajo en el pecíolo. Florece en una robusta inflorescencia, erguida a suberecta de 4 a 5,5 cm de largo,  portando una enorme cantidad de flores [para el género], estas son malolientes y surgen a mediados de la hoja.

## Distribución y hábitat
Se encuentra en el norte de Colombia y Venezuela, en alturas de 2600 a 3150 metros, en los bosques nublados.

## Sinonimia
- Byrsella elephanticeps (Rchb.f. & Warsz.) Luer[2]